# غبر أباد (سلماس)
غبر أباد هي قرية في مقاطعة سلماس، إيران. يقدر عدد سكانها بـ 492 نسمة بحسب إحصاء 2016.